# Melecjusz (Pavlović)
Melecjusz, nazwisko świeckie Pavlović (ur. 1776 we Vrbavie, zm. 1833) – serbski biskup prawosławny, w latach 1831–1833 pierwszy zwierzchnik autonomicznej metropolii belgradzkiej, uczestnik drugiego powstania serbskiego.

## Życiorys
Pochodził ze wsi Vrbava. Do monasteru wstąpił przed r. 1810, w marcu tego roku został przełożonym monasteru Vraćevšnica. Nie brał udziału w pierwszym powstaniu serbskim, przyłączył się natomiast do drugiego i odznaczył się w bitwach pod Ljubiciem i Paležem. Dzięki osobistej odwadze zyskał szacunek Miłosza Obrenovicia, który w 1818 mianował go osobistym spowiednikiem serbskiej rodziny książęcej. Z czasem Melecjusz został także jego doradcą, początkowo w sprawach religijnych, a później także ogólno politycznych. W 1823 Miłosz powierzył mu organizację państwowego systemu szkół.
Gdy książę Miłosz Obrenović porozumiał się w sprawie utworzenia autonomicznej metropolii belgradzkiej z patriarchą konstantynopolitańskim, wskazał Melecjusza jako najodpowiedniejszego kandydata. Rekomendując Melecjusza do przyjęcia chirotonii biskupiej Miłosz nazwał go najuczciwszym, najzdolniejszym i najbardziej szanowanym wśród serbskich duchownych. Melecjusz został wyświęcony na biskupa przez patriarchę konstantynopolitańskiego 18 sierpnia 1831. Rok później autonomia metropolii belgradzkiej została potwierdzona. W tym momencie był już poważnie chory.
Melecjusz podczas sprawowania urzędu ustalił podział administracyjny metropolii na eparchie i zorganizował kancelarię metropolitalną. Zabronił wykonywania w belgradzkim soborze śpiewu cerkiewnego w języku greckim, starał się o utworzenie drukarni w Belgradzie; sam rezydował w Kragujevcu. Według Radomira Popovicia w ostatnim okresie sprawowania urzędu doszło do sporu między nim a księciem Miłoszem.
Zmarł w 1833.